# ゆめタウン松永
ゆめタウン松永（ゆめタウンまつなが）は、かつて広島県福山市に所在した、株式会社イズミが運営するショッピングセンター。

## 概要
1991年3月12日開業。元々この場所は旧・松永市の一部だったため、店名に「松永」が付されている。
地上4階建てで、そのうち1階、2階が店舗、3階、4階が駐車場となっていた。
2004年の大規模リニューアルに合わせて、当時存在した、福山競馬場運営の場外馬券場「シャトル柳津」が導入され、2013年の福山競馬場廃止後は、同年6月に兵庫県競馬組合が施設の一部を引き継ぐ形で「DASH柳津」を開業、2階の核テナントとなっていた。
当店開業後の1992年にフジグラン尾道が開業すると、その後も次々に食品スーパー等が開業するなど、周辺では大型店の進出が顕著となった。その一方で当店は国道2号よりかなり離れた位置に立地していたため商圏が狭かったものと思われる。
2021年3月21日をもって閉店。30年の歴史に幕を下ろした。これまでのゆめタウンの閉店店舗は、ニコニコ堂からの引き継ぎ店（該当店は大村、鳥栖）や、ショッピングセンターへの居抜き出店の店舗（おのだサンパーク内に存在した小野田店）、閉店後業態転換して再出店したもので占めていたが、開業後から一貫して「ゆめタウン」として営業し、そのまま完全閉店したものとしては初のケースとなった。跡地には「MEGAドン・キホーテ松永店」が2021年8月31日に開業、イズミ以外のテナントではダイソーのみゆめタウン時代から引き続き出店し、他テナントは全て入れ替わって開店した。

### 店舗データ
- 所在地 : 広島県福山市柳津町1丁目5番7号
  - 松永駅から南に徒歩15分の場所に位置する。
- 営業時間 : 9時30分 - 21時00分
  - 食料品売場は9時から営業
- 店舗面積 :

## 閉店時点での店内構成
- 1階 - 食料品、マクドナルド、中国トラベル、小学館アカデミー
- 2階 - DASH柳津・J-PLACE柳津（兵庫県競馬組合＜園田・姫路＞・JRA場外馬券場）、ザ・ダイソー、おもちゃのピエロ、手もみ らくや
- 3階・4階・屋上 - 立体駐車場

## 周辺
- 福山市立松永小学校
- ローソン福山松永五丁目店
- ハローズ南松永店